# مزه (خوراک)
مزه مجموعه‌ای از خوراکی‌های اندکی است که به عنوان پیش‌غذا در مدیترانهٔ شرقی سرو می‌شود، مشابه تاپاس اسپانیایی یا آنتی‌پاستوی ایتالیایی.مزه اغلب با نوشیدنی‌هایی مانند عرق، اوزو، راکی یا گراپا در میخانه‌ها یا در رستوران‌های معمولی سرو می‌شود.
کلمه مِزه، که در تمام غذاهای امپراتوری سابق عثمانی استفاده می‌شد، از کلمه ترکی Meze به معنای «پیش غذا» گرفته شده است که آن هم به نوبه خود از کلمه فارسی «مَزّه» به معنای «طعم» یا «لذت» گرفته شده است.

## غذاهای رایج

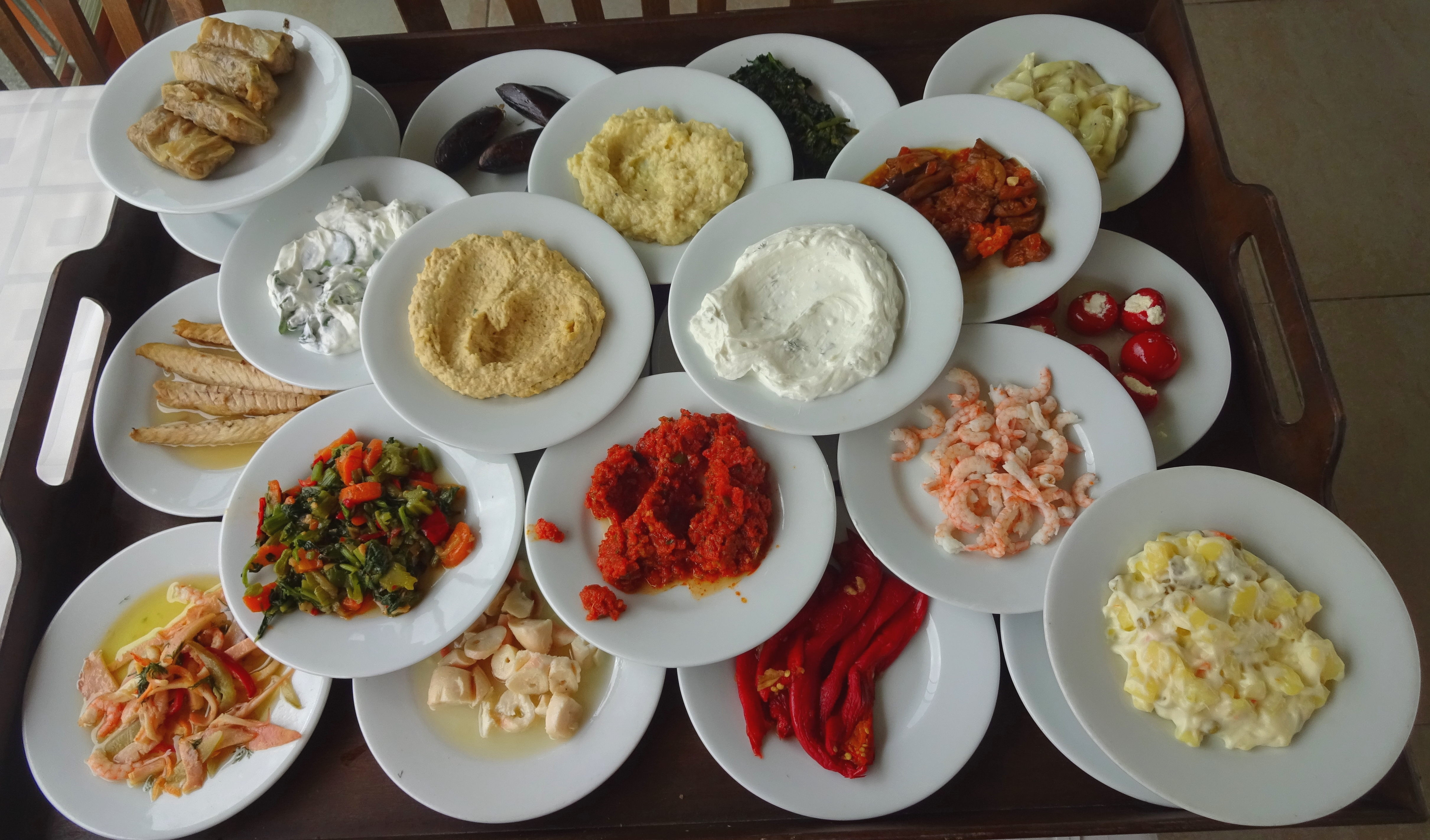
بشقاب‌های مختلف «مزه» از ترکیه

در ترکیه، مزه (به ترکی استانبولی: meze) اغلب شامل پنیر سفید، خربزهٔ ورقه‌شده، acılı ezme (رب فلفل تند اغلب با گردو)، haydari (ماست غلیظ با سبزی)، سالاد بادمجان سرد، سالاد مغز، کالاماری سرخ شده، midye dolma و midye tava (صدف شکم پر یا سرخ شده)، enginar (کنگر فرنگی)، جاجیک، پیلاکی، دلمه، Arnavut ciğeri (غذایی با جگر، که سرد سرو می‌شود)، سالاد اختاپوس و çiğ köfte (کوفته قلقلی خام با بلغور) است. مجموعه‌ای از مزه‌ها را می‌توان به عنوان پیش‌غذا در یک شام چند وعده‌ای یا به عنوان میان‌وعده همراه با نوشیدنی‌هایی مانند راکی سرو کرد.

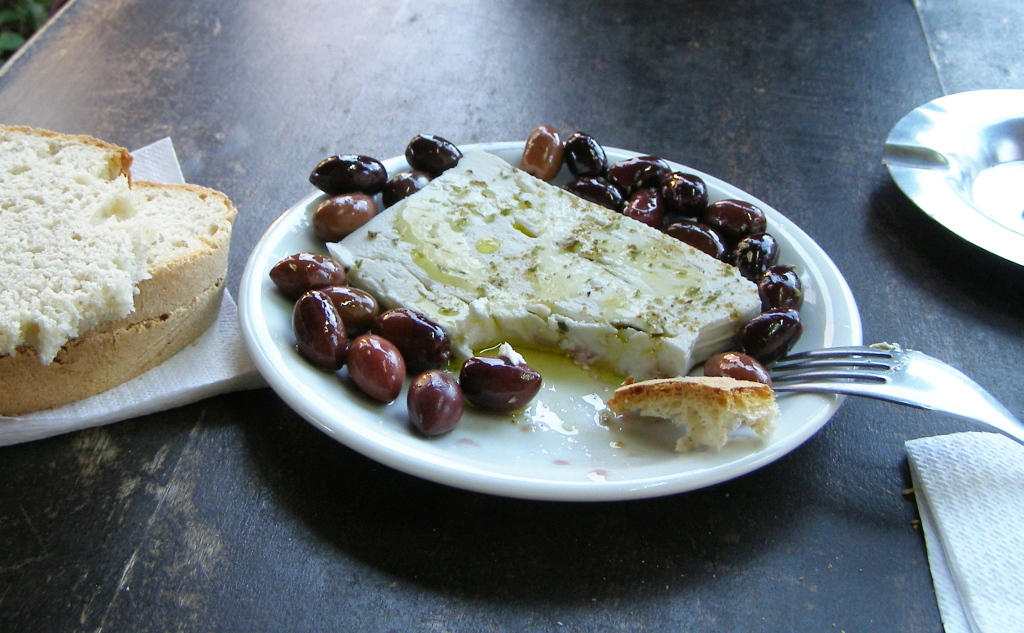
مزه ساده یونانی: پنیر و زیتون (پنیر فتا که با روغن زیتون آغشته شده و با پونه کوهی پاشیده شده و با زیتون کالاماتا و نان سرو می‌شود)

در یونان، قبرس و بلغارستان، مزه، غذاهای کوچک هستند که می‌توانند گرم یا سرد و تند یا شور باشند. غذاهای دریایی مانند اختاپوس کبابی ممکن است به همراه سالاد، تخم مرغ آب‌پز ورقه شده، نان سیر، زیتون کالاماتا، سبزیجات سرخ شده، ملیتزانوسالاتا (سالاد بادمجان)، تاراموسالاتا (اشپل به همراه روغن زیتون، آبلیمو و سیب‌زمینی یا نان)، پنیرهای سرخ شده یا کبابی مانند ساگاناکی و هالومی و پنیرهای گوسفند، بز یا گاو سرو شوند. مزه معمولاً به عنوان یک بشقاب تنقلات برای همراهی نوشیدنی‌هایی مانند اوزو و تسیپورو سرو می‌شود.

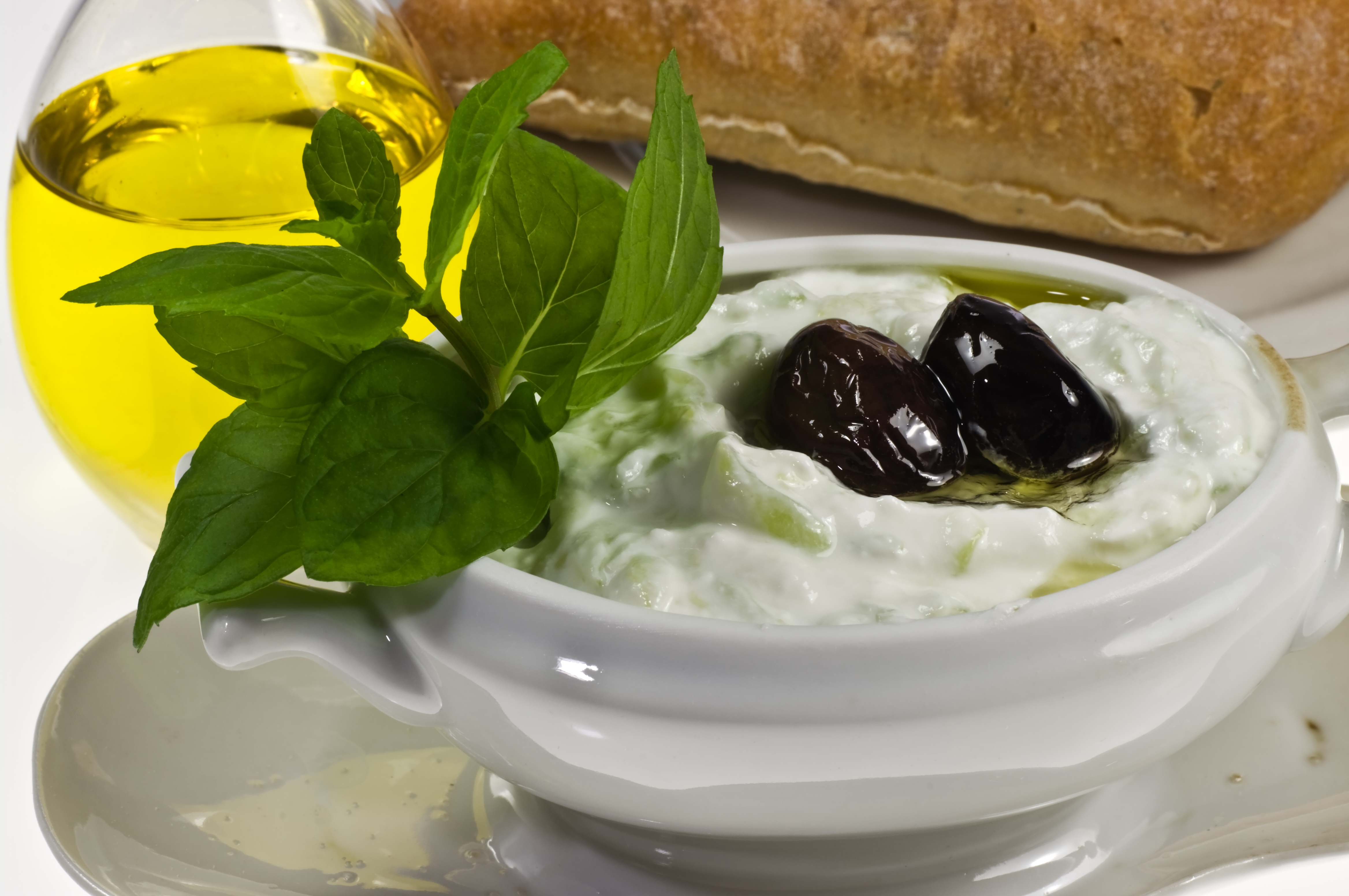
تزاتزیکی، یک مزه محبوب در یونان

در فلسطین، اردن، سوریه، لبنان و اسرائیل، مزه اغلب به خودی خود یک وعده غذایی است. مزه‌های گیاهی، گوشتی یا ماهی وجود دارد. گروه‌هایی از غذاها حدود چهار یا پنج گروه در یک زمان (معمولاً بین پنج تا ده گروه) به میز می‌رسند. الگوی مشخصی برای غذاها وجود دارد: معمولاً زیتون، ارده، سالاد و ماست و سپس غذاهایی با سبزیجات و تخم‌مرغ، سپس غذاهای کوچک گوشتی یا ماهی در کنار غذاهای جانبی خاص و در نهایت غذاهای حجیم‌تر مانند ماهی کامل یا خورش‌های گوشتی و کبابی سرو می‌شوند. رستوران‌ها غذاهای مخصوص خود را ارائه می‌دهند، اما الگو یکسان باقی می‌ماند. رستوران‌ها غذاهای مخصوص خود را ارائه می‌دهند، اما الگو یکسان باقی می‌ماند. طبیعتاً غذاهای سرو شده فصلی هستند. به عنوان مثال، در اواخر پاییز، حلزون‌ها بیشتر سرو می‌شود. از آنجایی که غذای زیادی ارائه می‌شود، انتظار نمی‌رود که هر ظرفی تمام شود، بلکه به میل خود به اشتراک گذاشته می‌شود و سرو می‌شود. عرق و آبجو اغلب با مزه نوشیده می‌شوند، به خصوص اگر گوشت سفارش داده شود. 

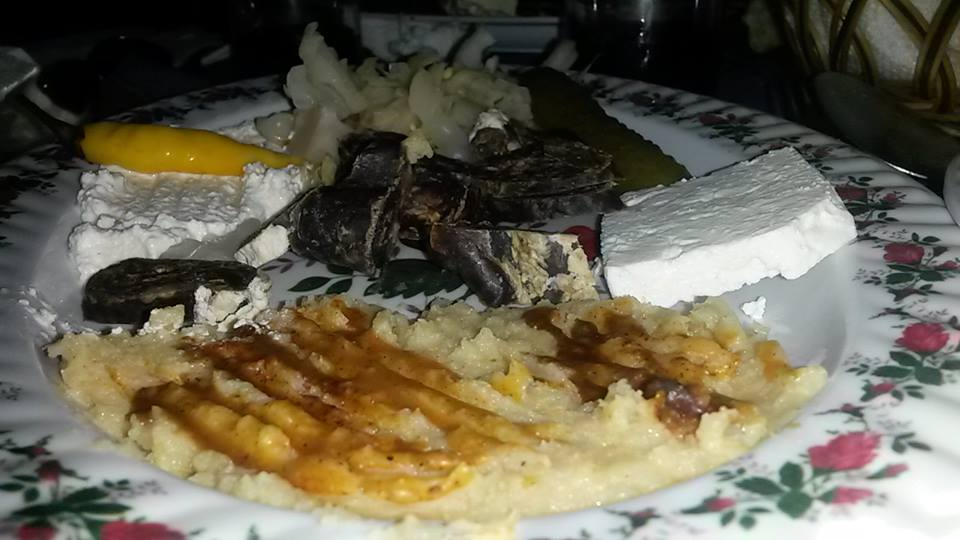
بشقاب مزه در آلبانی

در جنوب شرق اروپا، مزه بسیار شبیه به آنتی‌پاستوی ایتالیایی است، زیرا غذاهای سرد، پنیر و سالادها غالب هستند و غذاهای پخته شده را شامل نمی‌شود.
در یونان، آلبانی، صربستان، کرواسی، بوسنی و هرزگوین و مونته‌نگرو، مزه شامل پنیرهای سفت یا خامه‌ای، سرشیر یا کایما و سمتانا، سالامی، ژامبون و سایر اشکال گوشت خوک یا گاو نمک سود شده)، کولن (سوسیس نمک سود شده با طعم پاپریکا)، بیکن نمک سود شده، آیوار (چاشنی فلفل دلمه ای و بادمجان) و مختلف است. در جنوب کرواسی، هرزگوین و مونته‌نگرو، گوشت‌های نمک سود شده مانند پروشوتو و پانچتا و محصولات منطقه‌ای مانند زیتون رایج است. بشقاب‌های مزه به سبک آلبانیایی معمولاً شامل ژامبون پروشوتو، سالامی و پنیر آب‌پز به همراه فلفل دلمه‌ای کبابی (کپسیکوم) یا زیتون سبز مزه‌دار شده در روغن زیتون با سیر هستند. در بلغارستان، مزه‌های محبوب عبارتند از لوکانکا (سوسیس تند)، سوجوک (سوسیس خشک و تند) و سیرنه (پنیر سفید آب‌شور). سالاد شوپسکای بلغاری نیز یک مزه بسیار محبوب است. این سالاد با گوجه فرنگی، خیار، پیاز، فلفل و سیرنه تهیه می‌شود. در رومانی، مزلیک (به رومانیایی: mezelic) به معنای یک پیش‌غذای سریع است و شامل زاکوسکا (پخشینهٔ سبزیجات مانند بادمجان و فلفل)، پنیر و سالامی می‌شود.